# Aulacus festivus
Aulacus festivus är en stekelart som först beskrevs av Jean-Jacques Kieffer 1911.  Aulacus festivus ingår i släktet Aulacus och familjen vedlarvsteklar. Inga underarter finns listade.